# NGC 7152
NGC 7152 (другие обозначения — PGC 67601, ESO 466-13, MCG -5-51-20) — спиральная галактика с перемычкой (SBb) в созвездии Южная Рыба.
Этот объект входит в число перечисленных в оригинальной редакции «Нового общего каталога».